# Dorotheenhütte
Die Dorotheenhütte in Wolfach ist die einzige noch aktive Glasmacherei im Schwarzwald. In dieser Manufaktur werden nach wie vor in traditioneller Handarbeit von professionellen Mundbläsern vielfältige Artikel aus Glas und Bleikristall gefertigt.

## Geschichte
Gegründet 1947 von den zwei Hamburger Kaufleuten   Kurt Petersen und Ummo Barthmann ist die Dorotheenhütte Wolfach heute die letzte Glashütte des Schwarzwaldes, in der Bleikristall ver- und bearbeitet wird.
In der Nachkriegszeit waren viele schlesische Glasschleifer aus ihrer Heimat in den Schwarzwald geflohen. Die Dorotheenhütte begann zunächst als Schleiferbetrieb. Die Nachfrage nach ihren Produkten war groß, sodass ein Jahr später die ersten Öfen gebaut wurden. Wegen des Arbeitskräftemangels der Wirtschaftswunderjahre wurden Facharbeiter aus Portugal angeworben. So gibt es in Wolfach bis heute eine der größten und vermutlich auch ältesten portugiesischen „Kolonien“ in Deutschland.
Die Glasbläserzunft zählte viele Jahrhunderte zu den bedeutendsten Handwerkszweigen des Schwarzwaldes. Die zur Glasbläserei notwendigen regionalen Bodenschätze und Rohstoffe wie Buchenholz für Pottasche, Quarzsand, der mit der Pottasche vermengt wurde und Tannen- und Fichtenholz für das Schmelzfeuer waren „im Überfluss“ vorhanden und führten zur Ansiedelung vieler Glashütten in der Region.
Im September 2023 ging die Betriebsgesellschaft der Dorotheenhütte in die Insolvenz.

## Produktion
Bei 1400° Celsius wird Quarzsand zu flüssigem Glas. Produziert wird an zwei Hafenöfen. Am kleineren entstehen alle frei Hand gezogenen und im heißen Zustand geformten Glasobjekte wie z. B. Glasblumen oder -tiere. Am großen Ofen werden alle in Form geblasenen Gläser, Vasen und Schalen hergestellt. Hier arbeiten immer mehrere Glasmacher Hand in Hand. „Hafen“ ist der Betonkübel im Ofen, der die Schmelze enthält. Bei rund 1250 Grad ist diese zähflüssig und durchsichtig. Rund 550 kg Glasschmelze werden hier pro Tag verarbeitet.  

## Standort

### Mundblashütte
In der Mundblashütte können Besucher beobachten, wie das Glas auf traditionelle Art und Weise mit dem Mund geblasen und von Hand veredelt wird. Außerdem ist es möglich, mithilfe eines erfahrenen Glasmachers seine eigene mundgeblasene Vase herzustellen.

### Glasmuseum
Schaukästen, Vitrinen und Schautafeln bieten einen Streifzug durch rund 2000 Jahre Glasgeschichte: von der Entwicklung der Schmelztechnik, über die Art und Verbreitung der Rohstoffe, den Weg der Glasherstellung in Europa bis hin zu den Ansiedlungsorten der einst bis zu 100 Schwarzwälder Glashütten. Glasmacherwerkzeuge, alte Glasformen, Teile ausgedienter Hüttenöfen präsentieren die Glasgeschichte. Exponate aus der Neuzeit zeigen den heutigen Einsatz von Glas in Medizin und Musik.

### Gläserland
Der Verkaufsraum der Dorotheerhütte zeigt Glasobjekte in verschiedenen Formen, Größen und Farben, alles handwerklich mundgeblasen, geformt, geschliffen, graviert und poliert.

### Weihnachtsdorf
Im ganzjährigen Weihnachtsdorf sind rund 50 mundgeblasene und handdekorierte Baumschmuckserien, sowie Accessoires für Christbaum, Raum und Tisch ausgestellt.